# U.S. Route 83
La U.S. Route 83 es una carretera federal de sentido norte–sur. La Ruta 83 es una de las más largas a del sistema con 1,885 millas (3,034 km). Sólo cuatro rutas de sentido norte–sur son más largas que esta y son: U.S. 1, U.S. 41, U.S. 59 y la U.S. 87. El extremo sur de la carretera se encuentra en Brownsville, Texas en la Frontera entre Estados Unidos y México. Su extremo norte se encuentra en Westhope, Dakota del Norte, en la frontera entre Estados Unidos y Canadá.

### Rutas relacionadas
- U.S. Highway 183
- U.S. Highway 283
- U.S. Highway 383